# Brasilianische Intervention in Uruguay
Die Brasilianische Intervention in Uruguay leitete den Tripel-Allianz-Krieg zwischen Paraguay und dem Kaiserreich Brasilien ein. Uruguay und Argentinien traten der Allianz mit Brasilien bei. Diese Koalition befand sich seit dem 13. Dezember 1864 im Krieg mit Paraguay, der seine Ursache u. a. im Uruguayischen Bürgerkrieg hatte.

## Hintergrund
Am 19. April 1863 startete der liberale Politiker Uruguays, Venancio Flores von der liberalen Colorado-Partei, eine Revolution gegen seinen Präsidenten Bernardo Berro, Mitglied der konservativen Blanco-Partei. 
Venancio Flores wurde sowohl von Kaiser Pedro II. von Brasilien als auch vom argentinischen Machthaber Bartolomé Mitre unterstützt. Bernardo Berro hingegen wurde vom paraguayischen Diktator Francisco Solano López unterstützt. Als ein Kompromiss zwischen den kriegsführenden Parteien am 12. Oktober 1864 fehlschlug, entschied sich die brasilianische Regierung zur militärischen Intervention gegen Berro.
Pedro II. schickte den General João Propício Mena Barreto mit zwei Divisionen mit etwa 6000 Mann nach Uruguay. Neben der Infanterie schickte Brasilien auch noch eine starke Flotte, bestehend aus einer Fregatte und vier Kanonenbooten, nach Uruguay. Diese waren wichtig bei der Belagerung von feindlichen Festungen des Gegners.
Bereits einen Monat nach Beginn der brasilianischen Intervention nutzte Paraguay die Gunst der Stunde und kaperte am 12. November 1864 das brasilianische Dampfschiff Marquês de Olinda. Auf dem Schiff befand sich neben Waffen auch Oberst Frederico Carneiro de Campos, verstorben in Kriegsgefangenschaft 1867, der neue Gouverneur der brasilianischen Provinz Mato Grosso.
Am 27. Dezember 1863 startete Paraguay die Invasion von Mato Grosso mit Truppen unter Vicente Barrios und Francisco Isidoro Resquin, die Region war durch den Mineralienreichtum von Paraguay sehr begehrt. Der Tripel-Allianz-Krieg hatte begonnen. Am 22. Februar 1865 gelang es den Marinekräften der Koalition aus Brasilien und den Blancos, Montevideo einzunehmen.